# Bisdom Haarlem-Amsterdam
Het bisdom Haarlem-Amsterdam, tot 1 januari 2009 bisdom Haarlem geheten (Latijn: Dioecesis Harlemensis-Amstelodamensis), is een van de zeven bisdommen waaruit de Nederlandse rooms-katholieke kerkprovincie bestaat. Het werd in 1559 opgericht.

## Geschiedenis
In 1559 werd op last van Filips II een nieuwe kerkelijke indeling van Nederland gemaakt. Hierbij werd door paus Paulus IV middels de bul Super universas onder meer het bisdom Haarlem opgericht als suffragaanbisdom van het aartsbisdom Utrecht. Het bisdom omvatte het toenmalige graafschap Holland, ongeveer het huidige Noord- en Zuid-Holland. Het bisdom was geen lang leven beschoren: in 1578 kwam Haarlem in handen van de calvinisten en moest bisschop Van Mierlo de stad ontvluchten. Het bisdom werd in 1592 formeel opgeheven. Sindsdien werd het grondgebied van het bisdom bestuurd vanuit het Apostolisch Vicariaat van de Hollandse Zending.
In 1831 werd Haarlem een apostolische administratie, een rechtstreeks onder de Heilige Stoel staande jurisdictie.
Bij het herstel van de bisschoppelijke hiërarchie in 1853 werd Haarlem opnieuw een bisdom. 
Onder bisschop Johannes Huibers werd in 1955 het bisdom sterk verkleind: de provincie Zuid-Holland werd afgesplitst in een nieuw bisdom Rotterdam, de provincie Zeeland werd toegevoegd aan het bisdom Breda en de Waddeneilanden Vlieland en Terschelling werden toegevoegd aan het nieuwe bisdom Groningen. 
Tijdens het episcopaat van Theodorus Zwartkruis werd het grootseminarie in Warmond gesloten en kwam er een Theologische Hogeschool in Amsterdam en pastorale scholen in de dekenaten voor in de plaats.
Het seminarie Het Willibrordhuis werd in 1997 gesticht door bisschop Henricus Bomers, in nauwe samenwerking met zijn hulpbisschop Jos Punt. In 2004 opende mgr. Punt in De Tiltenberg een nieuw opleidingscentrum.
Met het 450-jarig jubileum van het bisdom in 2009 veranderde de naam van het bisdom in Haarlem-Amsterdam. Deze naamswijziging is in overeenstemming met de officieuze vuistregel dat bisdommen de naam van de hoofdstad voeren, ook als de kathedrale zetel niet in die stad gevestigd is (vergelijk het aartsbisdom Mechelen-Brussel). Bisschop Punt liet in een communiqué weten dat de wijziging een goed katholiek teken was naar de rest van de wereld, "vanwege de naamsbekendheid van Amsterdam, zijn rijke katholieke historie, getekend door het Mirakel van Amsterdam, en zijn karakter als multireligieuze stad". De nieuwe naam werd bij pauselijk decreet van 7 oktober 2008 verleend.
In april 2021 heeft de Congregatie voor de Goddelijke Eredienst en de Regeling van de Sacramenten aan het bisdom Haarlem-Amsterdam toegestaan dat de gedachtenis van patroonheilige Sint-Bavo in het vervolg op 3 oktober gevierd wordt in de rang van verplichte gedachtenis. Zo is het mogelijk om op 1 oktober de verplichte gedachtenis van Theresia van Lisieux te vieren.
De parochies van Almere (Sint-Bonifatius) en Zeewolde (Sterre der Zee) waren sinds hun oprichting, in 1980 respectievelijk 1986, officieel een apostolische administratie. Eerst bij decreet van 30 november 2024 van de dicasterie voor de Bisschoppen is het gebied van Zuidelijk Flevoland definitief ingedeeld bij het bisdom.

## Indeling van het bisdom in de 21e eeuw
Net zoals in de andere noordelijke bisdommen vormen de katholieken een minderheid van de totale bevolking. Veroorzaakt door een toenemend priestertekort, heeft het bisdom verscheidene keren moeten reorganiseren. Het aantal dekenaten werd tot 3 verminderd en ook het aantal parochies werd sterk gereduceerd.
In 2006 bestond het bisdom uit acht dekenaten en 169 parochies waarin 67 seculiere priesters, 32 reguliere priesters en 9 permanente diakens werkzaam waren:
- Dekenaat Amsterdam (30 parochies)
- Dekenaat Alkmaar (18 parochies)
- Dekenaat Haarlem-Beverwijk (26 parochies)
- Dekenaat Hilversum (19 parochies)
- Dekenaat Hoorn (27 parochies)
- Dekenaat Meerlanden (15 parochies)
- Dekenaat Noordkop (14 parochies)
- Dekenaat Zaanstreek-Purmerend (19 parochies).

Net zoals in de andere (noordelijke) bisdommen, moest ten gevolge van de toenemende secularisatie (minder gelovigen en daardoor minder kerkbezoek) en het afnemen van het aantal priesters, het bisdom opnieuw gereorganiseerd worden. In 2006 is het proces in gang gebracht om het aantal dekenaten terug te brengen naar drie, te weten:
- Dekenaat Noord (voorheen de dekenaten Noordkop, Alkmaar en Hoorn) (59 parochies),
- Dekenaat Midden (voorheen de dekenaten Haarlem-Beverwijk en Zaanstreek-Purmerend) (45 parochies),
- Dekenaat Zuid (voorheen de dekenaten Meerlanden, Amsterdam en Hilversum) (64 parochies),

met respectievelijk als deken Ed Moltzer, Ton Cassee en Ambro Bakker.
Behalve het aantal dekenaten is ook het aantal parochies afgenomen en wel naar 164 per 1 januari 2007. Op termijn zal het aantal zelfstandige parochies sterk afnemen; anno 2008 meldt de website van het bisdom dat er momenteel 34 samenwerkingsverbanden van parochies zijn voorzien.
In augustus 2010 kondigde het bisdom aan dat deze drie dekenaten ook opgeheven worden, dit onder protest een groep verontruste parochiebesturen – de Witte Tulp – die in het voorjaar van 2010 ontstaan is uit onvrede over het beleid van bisschop Punt.
Volgens de website van het bisdom zal ook het aantal kerkgebouwen afnemen: De gezamenlijke parochies van het bisdom van Haarlem staan voor enorme problemen én minstens zo grote uitdagingen. Om die uitdagingen vorm te geven, zijn we genoodzaakt de organisatie bij te stellen en onder meer het omvangrijke aantal kerkgebouwen te saneren.
Vanwege een stijgend priestertekort worden verdere reorganisaties verwacht of zijn deze bezig in vooral de noordelijke bisdommen. Volgens plan zal het aantal parochies in het aartsbisdom Utrecht en in de bisdommen Haarlem-Amsterdam, Rotterdam, Breda en Leeuwarden-Groningen afnemen met circa 80 % (circa 700 parochies). De nieuwe grotere parochies hebben in het algemeen meerdere kerkgebouwen (voormalige parochiekerken) onder hun hoede.
Zie ook: Lijst van rooms-katholieke parochies in Nederland.

## Kerncijfers van het bisdom Haarlem-Amsterdam
In het jaar 2005 maakte het katholieke volksdeel met circa 475.000 kerkelijk geregistreerde gelovigen 16,9% van de totale bevolking (2,8 miljoen) van het bisdom uit. Op een zondag bezochten gemiddeld 26.605 gelovigen de kerk, dat is 0,9 percent van de totale bevolking van het bisdom Haarlem-Amsterdam. Het aantal kerkelijk ingezegende huwelijken bedroeg 690.

## Kathedraal en co-kathedraal van het bisdom
- De kathedraal van het bisdom is de kathedrale basiliek Sint Bavo in Haarlem. Deze grote basiliek is in 1895-1906 in neogotische stijl gebouwd door Joseph Cuypers, zoon van Pierre Cuypers.
- De Co-kathedrale basiliek van de Heilige Nicolaas in Amsterdam is sinds maart 2025 co-kathedraal van het bisdom.

## Bisschop
Het bisdom staat sinds 2020 onder leiding van bisschop Jan Hendriks.

## Heiligen en gedenkdagen in het bisdom
- Mirakel van Amsterdam (15 maart, vrije gedachtenis)
- H. Petrus Canisius, priester  (27 april, vrije gedachtenis)
- Verjaardag van de weiding van de kathedraal (2 mei, feest)
- H. Athanasius, bisschop en kerkleraar (4 mei, vrije gedachtenis)
- Onze-Lieve-Vrouwe ter Nood (Heiloo) (29 mei, vrije gedachtenis)
- H. Bonifatius (5 juni, gedachtenis)
- H. Adelbert van Egmond, diaker (25 juni, vrije gedachtenis)
- H. Jozefmaria Escrivá (26 juni, vrije gedachtenis)
- HH. Martelaren van Gorcum (9 juli, feest)
- HH. Titus Brandsma (27 juli, vrije gedachtenis)
- H. Theresia van Lisieux (1 oktober, vrije gedachtenis)
- H. Bavo van Gent (3 oktober, vrije gedachtenis)
- H. Willibrordus, bisschop (7 november, feest)